# Fernando Cabo Aseguinolaza
Fernando Cabo Aseguinolaza ( Santiago de Compostela, 4 de julio de 1961 ) es un escritor y profesor universitario español.

## Trayectoria
Licenciado y doctor por la Universidad de Santiago de Compostela, su tesis llevó por título El concepto de género y la picaresca española del Siglo de Oro (1990) y fue dirigida por Dario Villanueva.
Catedrático de Teoría Literaria y Literatura Comparada en la Universidad de Santiago de Compostela . 
Es autor, junto con María do Cebreiro, del Manual de teoría de la literatura.

## Obras
- El guitón Onofre (1988, editor)
- El concepto de género y la picaresca (1992).
- Execración contra los judíos (1996, editor).
- Teorías sobre la lírica (1999).
- Infancia y modernidad literaria (2001).
- La vida del Buscón (2001, editor).
- Manual de teoría de la literatura (2006). Con María do Cebreiro.
- A Comparative History of Literatures in the Iberian Peninsula (2010) vol. I, coeditor, con Anxo Abuín González y César Domínguez.
- El lugar de la literatura española (2012).